# Eparchia di Irinjalakuda
L'eparchia di Irinjalakuda (in latino Eparchia Irinialakudensis) è una sede della Chiesa cattolica siro-malabarese in India suffraganea dell'arcieparchia di Trichur. Nel 2021 contava 289.000 battezzati su 1.396.000 abitanti. È retta dall'eparca Pauly Kannookadan.

## Territorio
L'eparchia estende la sua giurisdizione sui fedeli della Chiesa cattolica siro-malabarese nella parte meridionale del distretto di Thrissur nello stato indiano del Kerala, delimitata dai fiumi Chalakudy, Karuvannur e Kurumali.
Sede eparchiale è la città di Irinjalakuda, dove si trova la cattedrale di San Tommaso.
Il territorio è suddiviso in 137 parrocchie.

## Storia
La diocesi è stata eretta il 22 giugno 1978 con la bolla Trichuriensis eparchiae di papa Paolo VI, ricavandone il territorio dall'eparchia di Trichur (oggi arcieparchia).
Originariamente suffraganea dell'arcieparchia di Ernakulam (oggi arcieparchia di Ernakulam-Angamaly), il 18 maggio 1995 è entrata a far parte della provincia ecclesiastica dell'arcieparchia di Trichur.

## Cronotassi dei vescovi
Si omettono i periodi di sede vacante non superiori ai 2 anni o non storicamente accertati.
- James Pazhayattil † (22 giugno 1978 - 15 gennaio 2010 ritirato)
- Pauly Kannookadan, dal 15 gennaio 2010

## Statistiche
L'eparchia nel 2021 su una popolazione di 1.396.000 persone contava 289.000 battezzati, corrispondenti al 20,7% del totale.
| anno | popolazione | popolazione | popolazione | presbiteri | presbiteri | presbiteri | presbiteri                | diaconi | religiosi | religiosi | parrocchie |
| anno | battezzati  | totale      | %           | numero     | secolari   | regolari   | battezzati per presbitero | diaconi | uomini    | donne     | parrocchie |
| ---- | ----------- | ----------- | ----------- | ---------- | ---------- | ---------- | ------------------------- | ------- | --------- | --------- | ---------- |
| 1980 | 195.639     | ?           | ?           | 145        | 100        | 45         | 1.349                     |         | 63        | 1.046     | 107        |
| 1990 | 214.967     | 998.294     | 21,5        | 178        | 121        | 57         | 1.207                     |         | 86        | 1.338     | 103        |
| 1999 | 241.607     | 1.125.000   | 21,5        | 193        | 146        | 47         | 1.251                     |         | 59        | 1.621     | 121        |
| 2000 | 252.863     | 1.125.500   | 22,5        | 195        | 148        | 47         | 1.296                     |         | 59        | 1.621     | 122        |
| 2001 | 260.607     | 1.225.000   | 21,3        | 197        | 150        | 47         | 1.322                     |         | 59        | 2.210     | 126        |
| 2002 | 275.000     | 1.236.200   | 22,2        | 197        | 150        | 47         | 1.395                     |         | 61        | 2.300     | 127        |
| 2003 | 285.000     | 1.263.200   | 22,6        | 202        | 153        | 49         | 1.410                     |         | 68        | 2.255     | 126        |
| 2004 | 256.683     | 1.282.000   | 20,0        | 206        | 157        | 49         | 1.246                     |         | 73        | 2.275     | 126        |
| 2006 | 258.101     | 1.287.880   | 20,0        | 217        | 168        | 49         | 1.189                     |         | 80        | 2.340     | 128        |
| 2009 | 262.982     | 1.339.000   | 19,6        | 234        | 185        | 49         | 1.123                     |         | 106       | 2.379     | 129        |
| 2013 | ?           | 1.275.343   | ?           | 262        | 198        | 64         | ?                         |         | 124       | 2.398     | ?          |
| 2016 | 269.867     | 1.326.000   | 20,4        | 301        | 209        | 92         | 896                       |         | 168       | 1.917     | 134        |
| 2019 | 266.145     | 1.367.270   | 19,5        | 328        | 212        | 116        | 811                       |         | 189       | 1.908     | 135        |
| 2021 | 289.000     | 1.396.000   | 20,7        | 352        | 220        | 132        | 821                       |         | 205       | 1.990     | 137        |